# Evijärvi
Evijärvi est une municipalité de l'ouest de la Finlande, dans la province de Finlande occidentale et la région d'Ostrobotnie du Sud.

## Géographie
C'est une petite municipalité agricole. À ce titre, c'est un bastion du Parti du centre, l'ancien parti agrarien. Sans surprise, c'est une des communes où la présidente sociale-démocrate Tarja Halonen a réalisé le plus faible score (exactement le 8e plus faible avec 27,8 % au second tour) lors de l'élection présidentielle de 2006.
La commune fait partie de la petite région des lacs d'Ostrobotnie. Le centre administratif est construit sur la rive sud du grand lac Evijärvi, qui s'écoule vers le golfe de Botnie par la rivière Ähtävänjoki.
Les municipalités limitrophes sont Lappajärvi au sud-est, Kortesjärvi au sud-ouest, et côté Ostrobotnie, Pedersöre au nord-ouest et Kronoby au nord.

## Transports
Evijärvi est traversée par les routes principales Kantatie 63 et Kantatie 68.
La gare la plus proche est la gare de Kauhava qui se trouve sur la voie ferrée Seinäjoki–Oulu.
Les distances à quelques villes sont :
- Kauhava 40 km
- Lapua 55 km
- Pietarsaari 55 km
- Seinäjoki 75 km

## Démographie
Depuis 1980, la démographie d'Evijärvi a évolué comme suit, :
| Année      | 1980  | 1985  | 1990  | 1995  | 2000  | 2005  |
| ---------- | ----- | ----- | ----- | ----- | ----- | ----- |
| Population | 3 423 | 3 431 | 3 356 | 3 287 | 3 067 | 2 916 |

| Année      | 2010  | 2015  | 2020  |
| ---------- | ----- | ----- | ----- |
| Population | 2 755 | 2 576 | 2 424 |

## Politique et administration
La composition du Conseil municipal est la suivante :
| Année | Kesk | Kesk | KOK  | KOK  | SDP  | SDP  | KD   | KD  | VAS  | VAS | PS   | PS   |
| Année | Voix | %    | Voix | %    | Voix | %    | Voix | %   | Voix | %   | Voix | %    |
| 2008  | 970  | 67,9 | 189  | 13,2 | 198  | 13,9 | 71   | 5,0 |      |     |      |      |
| 2012  | 879  | 59,9 | 169  | 11,5 | 101  | 6,9  | 85   | 5,8 | 33   | 2,2 | 200  | 13,6 |
| 2017  | 827  | 63,2 | 167  | 12,8 | 124  | 9,5  | 92   | 7,0 | 53   | 4,3 | 46   | 3,5  |
| 2021  | 46,6 | 570  | 29,7 | 363  | 6,5  | 80   | 8,3  | 102 | 6,1  | 75  |      |      |

## Personnalités
- Esko Ahonen, député
- Antti Ahopelto, chanteur
- Johanna Försti, musicienne
- Aleksi Kiviaho, député
- Reijo Kivijärvi, peintre
- Pentti Kniivilä, sportif
- Helinä Marjamaa, sportive
- Seija Rankinen, chanteuse
- Väinö Tuomaala, conseiller

## Galerie

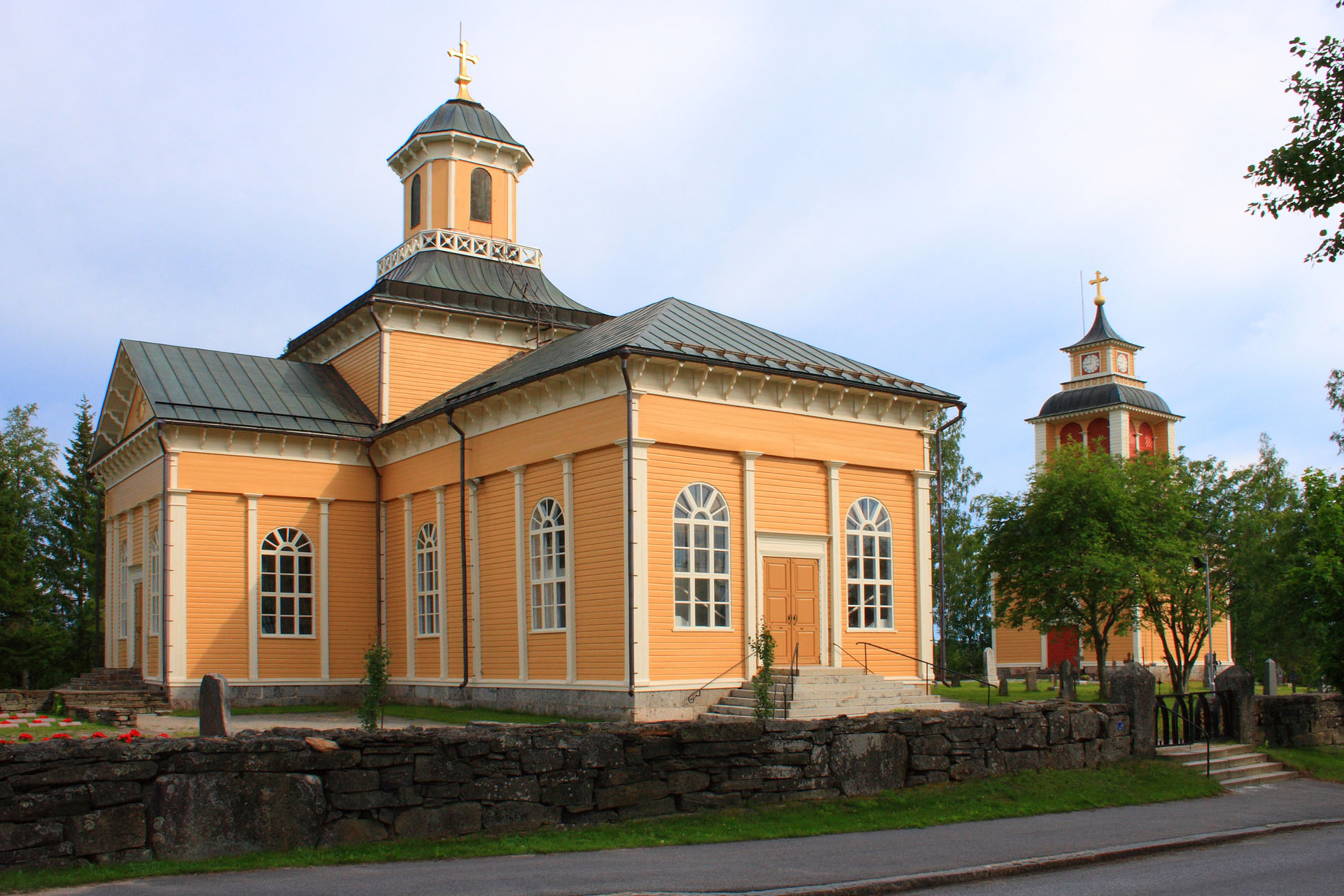
Eglise d'Evijärvi.
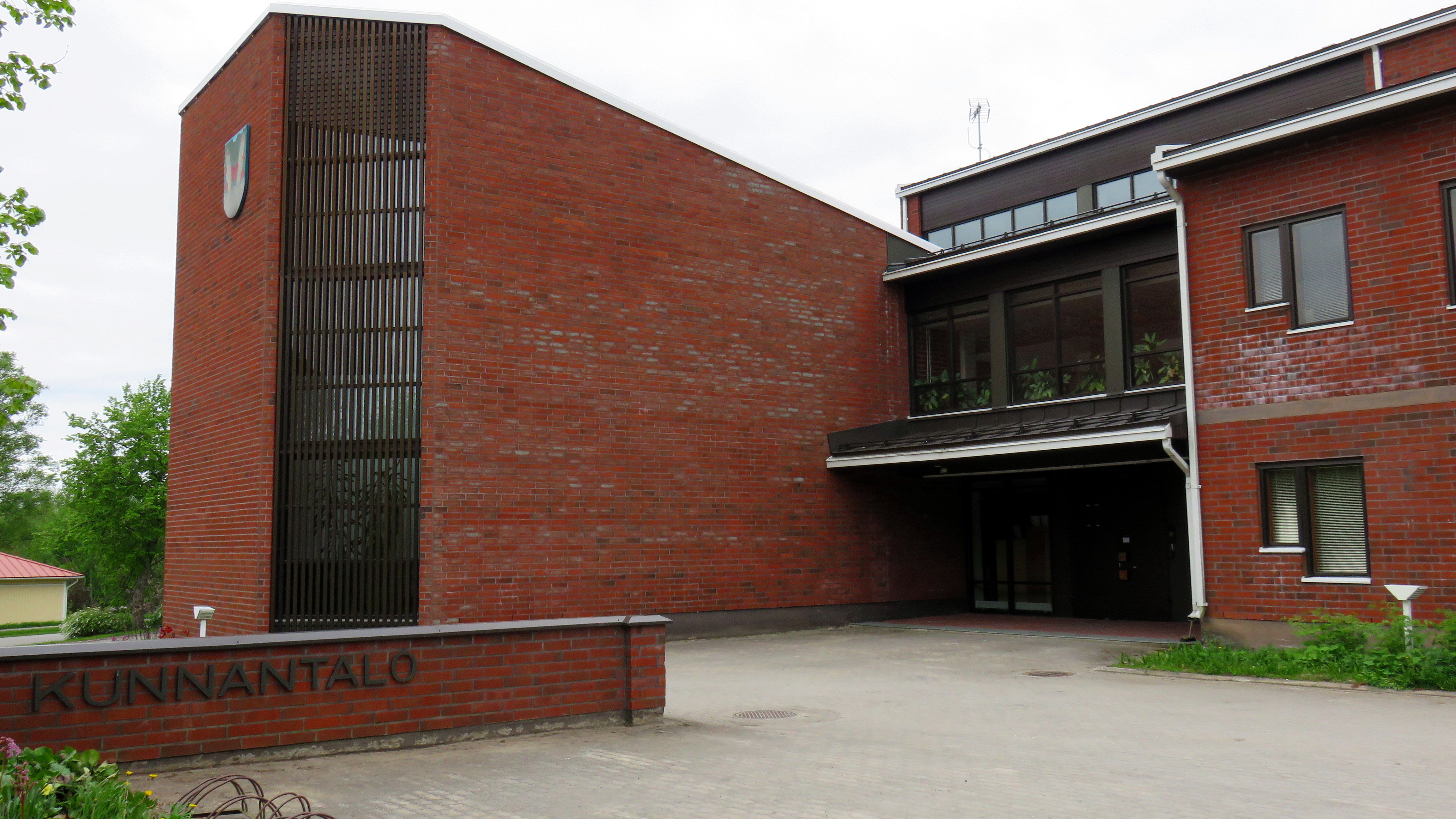
Mairie d'Evijärvi.
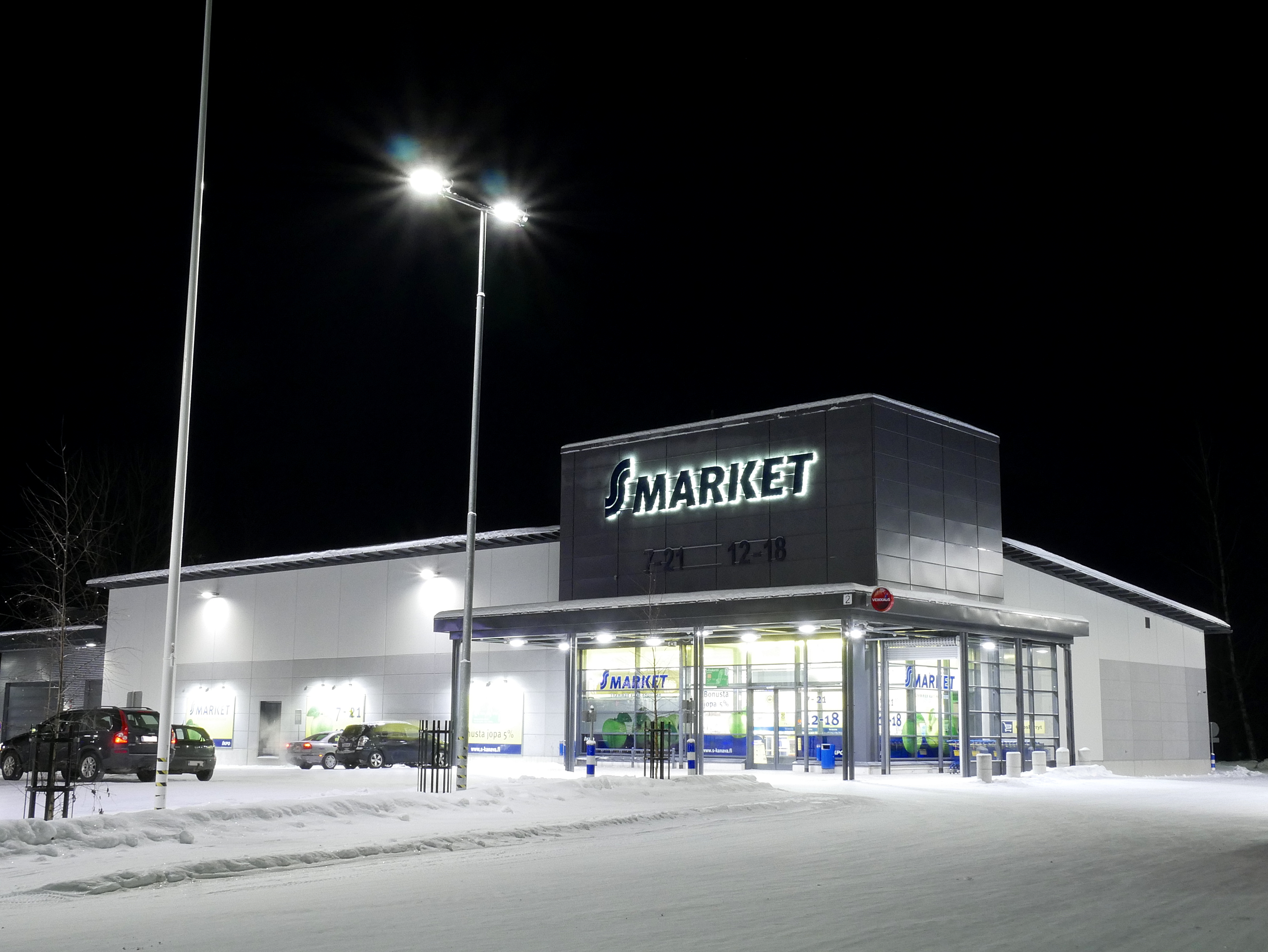
S-market d'Evijärvi en 2018.
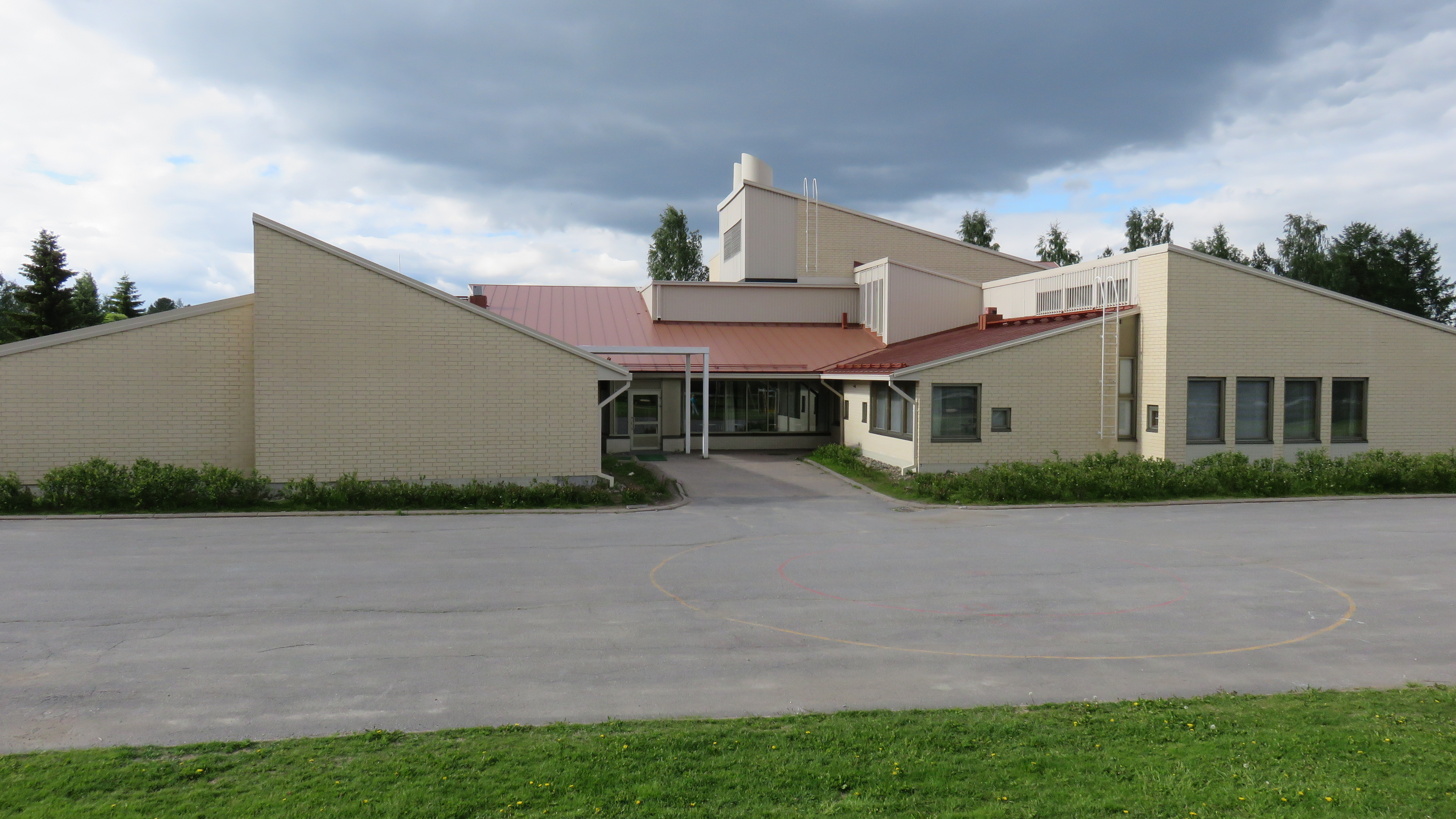
École d'Evijärvi.